# 헤페르손 몬테로
헤페르손 안토니오 몬테로 비테(스페인어: Jefferson Antonio Montero Vite, (Peruvian Coast Spanish pronunciation: [ˈɟef.feɾ.sɤɱ ˈfaɾ.fahn], 스페인어 발음: [ˈʝefersoɱ farˈfan] 1989년 9월 1일 ~ )는 에콰도르의 축구 선수로 현재는 케레타로 FC와 에콰도르 축구 국가대표팀에서 윙어로 뛰고 있다.